# 스메클레이사
스메클레이사(아이슬란드어: Smekkleysa)는 아이슬란드 레이캬비크에 위치한 독립 레코드 레이블로, 음악 뿐만 아니라 시집, 단편 영화 및 다양한 상품을 만들고 있다. 아이슬란드의 포스트펑크 밴드인 슈가큐브스의 멤버들이 세웠다.

## 역사
그람 레코드(아이슬란드어: Gramm)가 파산하고, 쿠클(KUKL)이 해체하면서 쿠클의 보컬리스트였던 에이나르 외르든 베네딕츠손과 그람의 아우스뮌뒤르 욘손 은 쿠클에서 활동하였던 음악가 및 아이슬란드의 초현실주의 단체였던 메두사의 구성원들이 1986년 스케블레이사라는 이름의 레코드 회사를 세웠다. 스메클레이사는 파블로 피카소의 매니페스토인 "뛰어난 취향과 검소함은 창의력의 적이다"에서 착안한 것으로, 아이슬란드어로 "안 좋은 취향"이라는 뜻을 가지고 있다.